# Coupe des clubs champions africains 1980
Navigation
Édition précédente Édition suivante
La Coupe des clubs champions africains 1980 est la seizième édition de la Coupe des clubs champions africains. Le club vainqueur de la compétition est désigné champion d'Afrique des clubs 1980. Trente-et-une formations sont engagées dans la compétition. 
Pour la troisième année consécutive, c'est un club camerounais, le Canon Yaoundé, qui remporte cette édition après avoir battu les Zaïrois de l'AS Bilima en finale. Le Canon traverse une période sportive faste puisque c'est son troisième titre continental consécutif (après la Coupe des champions 1978 et la Coupe des Coupes 1979). L'AS Bilima est le premier club du Zaïre depuis le TP Mazembe à atteindre la finale de la compétition.
Avec ce troisième titre, le Canon Yaoundé rejoint Hafia FC en tête du classement des clubs les plus titrés en Coupe des clubs champions.

## Premier tour
| Équipe 1                 | Résultat | Équipe 2                       | Aller | Retour |
| ------------------------ | -------- | ------------------------------ | ----- | ------ |
| Canon Yaoundé            | 7 - 3    | CD Primeiro de Agosto          | 3 - 0 | 4 - 3  |
| AS Niamey                | 0 - 3    | Djoliba AC                     | 0 - 1 | 0 - 2  |
| Anges ABC                | 4 - 5    | Hearts of Oak                  | 2 - 3 | 2 - 2  |
| Benfica de Bissau        | 2 - 7    | Stella Club d'Adjamé           | 0 - 4 | 2 - 3  |
| CD Costa do Sol          | 1 - 3    | AS Bilima                      | 0 - 0 | 1 - 3  |
| CD Elá Nguema            | 1 - 4    | AC Semassi                     | 1 - 0 | 0 - 4  |
| ASC Garde Nationale      | 1 - 3    | Hafia FC                       | 1 - 1 | 0 - 2  |
| Horsed FC                | 0 - 2    | Gor Mahia                      | 0 - 0 | 0 - 2  |
| Linare FC                | 2 - 4    | Simba SC                       | 2 - 1 | 0 - 3  |
| Wallidan FC              | 1 - 2    | Silures Bobo-Dioulasso         | 1 - 1 | 0 - 1  |
| Mighty Blackpool FC      | 1 - 4    | AS Police                      | 1 - 2 | 0 - 2  |
| Olympic Real de Bangui   | 1 - 4    | Étoile du Congo                | 0 - 1 | 1 - 3  |
| AS Dragons FC de l'Ouémé | 0 - 3    | MP Alger                       | 0 - 0 | 0 - 3  |
| Bendel Insurance         | -        | Uganda Commercial Bank forfait | -     | -      |
| Fortior Mahajanga        | -        | Limbe Leaf Wanderers forfait   | -     | -      |

## Deuxième tour
| Équipe 1               | Résultat      | Équipe 2          | Aller | Retour |
| ---------------------- | ------------- | ----------------- | ----- | ------ |
| Djoliba AC             | 1 - 2         | Hearts of Oak     | 1 - 1 | 0 - 1  |
| Étoile du Congo        | 1 - 1 3-1 tab | Hafia FC          | 0 - 1 | 1 - 0  |
| Simba SC               | 2 - 5         | Union Douala'T'   | 2 - 4 | 0 - 1  |
| Silures Bobo-Dioulasso | 0 - 4         | Canon Yaoundé     | 0 - 1 | 0 - 3  |
| AC Semassi             | 1 - 2         | AS Police         | 1 - 1 | 0 - 1  |
| Stella Club d'Adjamé   | 5 - 5e        | MP Alger          | 4 - 2 | 1 - 3  |
| Bendel Insurance       | 4e - 4        | Gor Mahia         | 1 - 2 | 3 - 2  |
| AS Bilima              | 4 - 1         | Fortior Mahajanga | 3 - 0 | 1 - 1  |

## Quarts de finale
| Équipe 1        | Résultat | Équipe 2         | Aller | Retour |
| --------------- | -------- | ---------------- | ----- | ------ |
| Hearts of Oak   | 1 - 4    | AS Bilima        | 1 - 3 | 0 - 1  |
| Étoile du Congo | 3 - 3    | Bendel Insurance | 3 - 2 | 0 - 1  |
| AS Police       | 3 - 5    | Union Douala'T'  | 0 - 3 | 3 - 2  |
| Canon Yaoundé   | 3e - 3   | MP Alger         | 2 - 0 | 1 - 3  |

## Demi - finales
| Équipe 1      | Résultat | Équipe 2         | Aller | Retour |
| ------------- | -------- | ---------------- | ----- | ------ |
| Union DoualaT | 2 - 5    | AS Bilima        | 1 - 0 | 1 - 5  |
| Canon Yaoundé | 4 - 2    | Bendel Insurance | 0 - 0 | 4 - 2  |

## Finales
| 30 novembre 1980 | Canon Yaoundé | 2 - 2 | AS Bilima | Stade de Garoua, Garoua |  |
|                  |               |       |           |                         |  |

| 14 décembre 1980 | AS Bilima | 0 - 3 | Canon Yaoundé | Stade du 20 mai, Kinshasa |  |
|                  |           |       |               |                           |  |

| Coupe des clubs champions africains Vainqueur 1980 |
| -------------------------------------------------- |
| Canon Yaoundé Troisième titre                      |